# Luis Ibarra
Pour les articles homonymes, voir Zapata.
Luis Ibarra est un boxeur panaméen né le 23 février 1953 à Colón.

## Carrière
Passé professionnel en 1975, il devient champion du monde des poids mouches WBA le 17 novembre 1979 après sa victoire aux points contre Betulio González. Battu dès le combat suivant par Kim Tae-shik le 17 février 1980, Ibarra redevient champion WBA de la catégorie le 6 juin 1981 aux dépens de Santos Laciar puis cède définitivement son titre le 26 septembre suivant contre Juan Herrera. Il met un terme à sa carrière sportive en 1982 puis effectue un bref retour en 1989 et 1990. Son palmarès est de 26 victoires et 5 défaites.